# Mv
mv är ett Unixverktyg och kommando som utvecklades i början av 1970-talet. Användningen är snarlikt verktyget cp i hur det används på filer och kataloger. Skillnaden är att filen eller katalogen, inklusive innehåll, flyttas istället för att skapa en kopia.
Flyttas en fil inom samma katalog krävs ett nytt namn. mv används då i praktiken till att ge filen ett nytt namn. Flyttas filen till en annan katalog får namnet vara identiskt såvida en fil med namnet inte redan existerar där.

## Exempel
Här används mv för att ge en fil old_file ett nytt namn new_file genom att flytta den inom samma katalog:
```
$ 
mv
 
old_file
 
new_file

```

Här används mv för att flytta in en katalog dir_1 till en annan katalog dir_2:
```
$ 
mv
 
dir_1
 
dir_2/

```